# Соловьёв, Владимир Алексеевич (космонавт)
Влади́мир Алексе́евич Соловьёв (род. 11 ноября 1946, Москва) — космонавт № 56, лётчик-космонавт СССР (1984); учёный и конструктор, специалист в области управления полётом пилотируемых космических аппаратов и комплексов. Дважды Герой Советского Союза (1984, 1986), доктор технических наук (1995), профессор (1997), академик РАН (2022). Лауреат Государственной премии Российской Федерации за 1999 год. 
С мая 2021 года — генеральный конструктор РКК «Энергия». С 12 ноября 2021 года — генеральный конструктор  по пилотируемым космическим системам и комплексам.

## Биография
Владимир Алексеевич Соловьёв родился 11 ноября 1946 года в Москве в семье военного лётчика. В 1964 году, по окончании московской средней школы № 476, поступил на энергомашиностроительный факультет Московского высшего технического училища им. Н. Э. Баумана по специальности «Вакуумная техника электрофизических установок». По окончании МВТУ, с апреля 1970 года работал инженером 502-го отдела ЦКБЭМ, занимаясь проектированием исполнительных органов для двигательной установки системы ориентации и причаливания космического корабля, а позднее — разработкой системы его дозаправки топливом по программе построения долговременной орбитальной станции. В 1972 году, после изготовления учебно-тренировочного макета системы и проведения ряда испытаний, Соловьёву было поручено обучить космонавтов работе с ней. Его учениками стали лётчики-космонавты, проходившие подготовку к полётам на орбитальную станцию «Салют-7». Среди них — Георгий Гречко, Владимир Ковалёнок, Валерий Рюмин, Александр Иванченков, Владимир Джанибеков и другие. С августа 1973 года работал инженером-конструктором (с января 1978 — старшим инженером) в различных отделах ЦКБЭМ. До марта 1975 года занимался созданием системы исполнительных органов двигателей ориентации для лунных орбитальных и посадочных кораблей и для космического корабля «Союз Т», затем занимался системами дозаправки, а с апреля 1977 года разрабатывал бортовую документацию по объединённой двигательной установке и системе дозаправки.
В 1977 году стал членом Коммунистической партии Советского Союза.
В начале декабря 1978 года был зачислен в отряд космонавтов НПО «Энергия» на должность космонавта-испытателя.
Позднее Соловьёв вспоминал:

…Написал заявление о зачислении меня в отряд космонавтов и понёс его тогдашнему генконструктору Василию Павловичу Мишину, который был до Валентина Глушко. Пятница, вечер. Секретаря уже нет. Мишин работает один в своём кабинете. Прочитал моё заявление и говорит:
— В космонавты собрался? А где слова, что хочешь отдать жизнь?

— А я, — говорю, — вообще-то не хочу жизнь отдавать. Я в космос хочу слетать по делу и обязательно вернуться.

Он согласился:
— Иди, — говорит, — готовься.

До 1980 года проходил подготовку на базе НПО «Энергия», затем до сентября 1981 года — в Центре подготовки космонавтов в составе группы для полёта на орбитальную станцию «Салют-7». Участвовал также в разработке и испытаниях космической техники. В сентябре 1981 года Владимира Алексеевича назначили заместителем начальника 191-го отдела НПО «Энергия». В это же время он начал подготовку к полёту на орбитальной станции «Салют-7» по советско-французской программе экспедиции посещения в качестве бортинженера второго экипажа космического корабля «Союз Т-6» (вместе с Л. Кизимом и П. Бодри). В июне 1982 года был дублером бортинженера космического корабля «Союз Т-6» А. Иванченкова. С сентября 1982 по май 1983 года проходил подготовку в качестве бортинженера основного экипажа экспедиции посещения орбитальной станции «Салют-7» (вместе с Л. Кизимом и И. Волком). Однако из-за неудачного полёта корабля «Союз Т-8» дальнейшая программа полётов была изменена. В связи с этим Владимира Соловьёва перевели на подготовку к длительному полёту по программе основной экспедиции на орбитальную станцию «Салют-7». С июня по сентябрь 1983 года он вместе с Л. Кизимом проходил подготовку в качестве бортинженера второго экипажа корабля «Союз Т-10-1», был дублёром Г. Стрекалова. А с октября 1983 по январь 1984 года — по программе третьей основной экспедиции в качестве бортинженера первого экипажа.
В декабре 1984 года Владимир Соловьёв был назначен начальником 191-го отдела НПО «Энергия», а в марте 1985 года — заместителем руководителя комплекса. Он вёл работы по подготовке к управлению орбитальным комплексом «Мир» и одновременно, оставаясь космонавтом-испытателем 2-го класса, проходил подготовку к полёту по программе первой основной экспедиции на орбитальной станции «Мир» и по программе экспедиции посещения на станции «Салют-7» в качестве бортинженера первого экипажа.

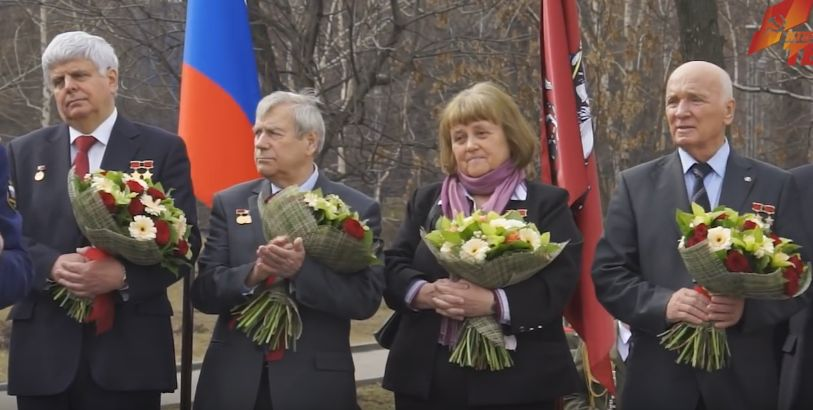
Владимир Соловьёв, Александр Александров, Светлана Савицкая и Валентин Лебедев на Аллее Космонавтов в Москве 9 апреля 2016 года

В декабре 1986 года космонавт-испытатель 1-го класса Владимир Алексеевич Соловьёв был назначен на должность руководителя комплекса лётно-космических испытаний НПО «Энергия» имени С. П. Королева. С апреля 1988 по 1990 год и с февраля 1994 до 23 марта 2001 года работал руководителем полёта орбитального комплекса «Мир». Под руководством и при непосредственном участии В. А. Соловьёва была создана принципиально новая система управления длительными космическими полётами, основанная на обработке и передаче по большому количеству каналов связи огромных массивов цифровой информации и способная выдавать управляющие воздействия на постоянно растущее число объектов управления. В 1995 году В. А. Соловьёв защитил докторскую диссертацию, в которой он обобщил опыт разработки и практического использования методов управления полётом орбитального комплекса «Мир». На базе выполненных профессором В. А. Соловьёвым исследований был подготовлен и составлен курс лекций по управлению космическими полётами, который с 1995 года читается им в МГТУ имени Н. Э. Баумана.
С августа 1989 года — инструктор-космонавт-испытатель 1-го класса; отчислен из отряда космонавтов 18 февраля 1994 года в связи с уходом на пенсию по выслуге лет. С 1990 года В. А. Соловьёв занимает должность руководителя полётами разгонных блоков типа ДМ. С декабря 1998 года был назначен заместителем директора программы МКС по управлению, а с января 1999 года — руководителем полёта спутников связи серии «Ямал»; возглавил научно-исследовательские работы по разгонным блокам, в частности по программе «Морской старт», работал руководителем российского сегмента МКС.
6 августа 2007 года Соловьёв был назначен первым заместителем генерального конструктора, заместителем руководителя ГКБ по лётной эксплуатации, испытаниям ракетно-космических комплексов и систем ОАО «РКК „Энергия“ имени С. П. Королева».
С конца 2007 года — заведующий кафедрой СМ3 МГТУ им Н. Э. Баумана.
С 2017 года — научный руководитель факультета космических исследований МГУ им. М. В. Ломоносова.

## Полёты в космос
1-я экспедиция

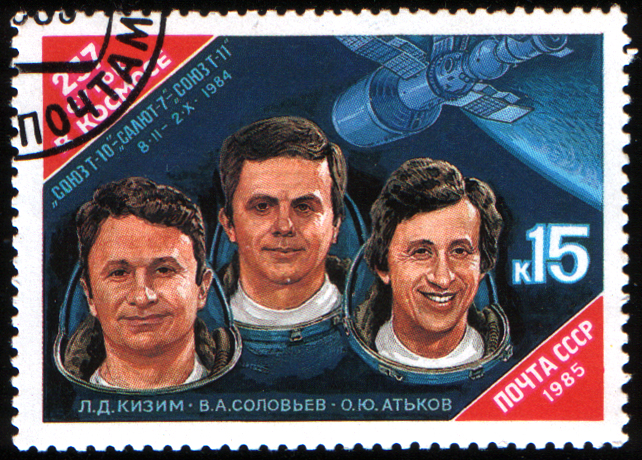
Марка СССР «Исследования, проведённые космонавтами Л. Д. Кизимом, В. А. Соловьёвым и О. Ю. Атьковым на орбитальном комплексе „Союз Т-10“ — „Салют-7“ — „Союз Т-11“», 1985, 15 копеек,

С 8 февраля по 2 октября 1984 года В. Соловьёв совершил свой первый полёт в космос в качестве бортинженера космического корабля «Союз Т-10» — «Союз Т-11» (вместе с Л. Кизимом и О. Атьковым) на орбитальную станцию «Салют-7». В ходе полёта, продолжавшегося 236 суток 22 часа 49 минут, он совершил 6 выходов в открытый космос общей продолжительностью 22 часа 50 минут для установки дополнительной солнечной батареи и ремонта объединённой двигательной установки станции, работал совместно с двумя экспедициями посещения.
2-я экспедиция
С 13 марта по 16 июля 1986 года совершил второй полёт в космос в качестве бортинженера космического корабля «Союз Т-15» (вместе с Л. Кизимом) на орбитальные станции «Салют-7» и «Мир». За время полёта, продолжительность которого составила 125 суток, экипаж установил ряд мировых рекордов в области пилотируемой космонавтики, официально зарегистрированных Международной авиационной федерацией. В ходе экспедиции экипаж выполнил расконсервацию базового блока орбитальной станции «Мир», принял и разгрузил два грузовых корабля «Прогресс», установил привезённое оборудование на новой станции, подготовив её к полёту в беспилотном режиме. Перед экипажем стояла задача перенести с орбитальной станции «Салют-7», которая должна была завершить полёт, оборудование и другие ценные предметы, которые могли бы пригодиться в дальнейшей работе, на станцию «Мир». Для её выполнения экипаж корабля «Союз Т-15» впервые в мире осуществил уникальный межорбитальный перелёт с одной орбитальной станции («Мир») на другую («Салют-7») и обратно. Владимир Соловьёв совершил два выхода в открытый космос общей продолжительностью 8 часов 50 минут для развёртывания и испытания раздвижной фермы. В общей сложности со станции на станцию было перевезено более 800 килограммов грузов.
Статистика
| # | Стартовый корабль | Старт, UTC        | Экспедиция                | Корабль посадки | Посадка, UTC      | Налёт                       | Выходы в открытый космос | Время в открытом космосе |
| - | ----------------- | ----------------- | ------------------------- | --------------- | ----------------- | --------------------------- | ------------------------ | ------------------------ |
| 1 | Союз Т-10         | 08.02.1984, 12:07 | Союз Т-10, Салют-7        | Союз Т-11       | 02.10.1984, 10:56 | 236 суток 22 часа 49 минут  | 6                        | 22 часа 47 минут         |
| 2 | Союз Т-15         | 13.03.1986, 12:33 | Союз Т-10, Салют-7, Мир-1 | Союз Т-15       | 16.07.1986, 12:34 | 125 суток 00 часов 00 минут | 2                        | 08 часов 41 минута       |
|   |                   |                   |                           |                 |                   | 361 сутки 22 часа 49 минут  | 8                        | 31 час 29 минут          |

## Почётные звания и награды
- Дважды Герой Советского Союза (2 октября 1984, 16 июля 1986);
- орден «За заслуги перед Отечеством» IV степени (25 июня 2012) —за большой вклад в развитие ракетно-космической промышленности, укрепление обороноспособности страны и многолетнюю добросовестную работу[10];
- орден Почёта (26 августа 1996) — за заслуги перед государством, большой вклад в становление и развитие отечественной ракетно-космической отрасли промышленности[11];
- орден Дружбы (10 апреля 2004) — за большой вклад в развитие отечественной космонавтики и многолетнюю добросовестную работу[12];
- два ордена Ленина;
- медаль «За заслуги в освоении космоса» (12 апреля 2011) — за большие заслуги в области исследования, освоения и использования космического пространства, многолетнюю добросовестную работу, активную общественную деятельность[13];
- медаль Алексея Леонова (Кемеровская область, 2015) — за восемь совершённых выходов в открытый космос[14];
- знак князя Ивана Калиты (Московская область, 24 августа 2016) — за исключительные заслуги, способствующие процветанию Московской области[15];
- орден Кирти Чакра (Индия, 1985);
- орден «Серебряная звезда» (Сирия, 1987);
- орден Почётного легиона (Франция, 1982);
- большая золотая медаль «Космос» Международной авиационной федерации (ФАИ);
- золотая медаль имени К. Э. Циолковского Академии наук СССР (1987);
- Почётная грамота Правительства Российской Федерации (11 ноября 2006) — за большой личный вклад в создание ракетно-космической техники и многолетний плодотворный труд[16]
- лауреат Государственной премии РФ за 1999 год (как участник авторского коллектива работы «Комплекс работ, выполненных на орбитальной станции „Мир“ по российско-американским программам „Мир-Шаттл“ и „Мир-НАСА“»);
- орден Достык 2 степени (Казахстан, 10 декабря 2001) — за значительный вклад в укрепление мира, дружбы и сотрудничества между государствами и народами, а также в связи с 10-летием независимости республики[17];
- Заслуженный мастер спорта СССР (1987).
- Почётный профессор МГУ (2017)[18].

## Публикации
- «Человек в космическом пространстве» (1987).
- «Optimization of control of space investigations of „Gamma“ project» (в соавторстве с В. В. Рюминым, М. Ю. Беляевым, Д. Н. Рулевым, В. П. Тесленко, 1989).
- «Научные исследования на многоцелевом орбитальном комплексе „Мир“» (в соавторстве с В. В. Рюминым, Г. М. Стрекаловым, М. Ю. Беляевым, 1989).
- «Управление полётом орбитальной станции „Мир“» (в соавторстве с В. Д. Благовым, 1994).
- «Управление полётами космических кораблей и орбитальных станций» (в соавторстве с В. В. Рюминым, Н. Н. Рукавишниковым, М. Ю. Беляевым, 1994).
- «Разработка методов управления полётом в пилотируемых программах» (1995).
- «Управление космическими полётами», в 2 частях (в соавторстве с В. Е. Любинским, Л. Н. Лысенко, 2009).